# Campeonato Europeo de Bádminton de 1980
El VII Campeonato Europeo de Bádminton se celebró en Groninga (Países Bajos) del 17 al 20 de abril de 1980 bajo la organización de la Unión Europea de Bádminton (EBU) y la Unión Neerlandesa de Bádminton.

## Medallistas
| Evento               | Oro                                     | Plata                                     | Bronce                                                                           |
| -------------------- | --------------------------------------- | ----------------------------------------- | -------------------------------------------------------------------------------- |
| Individual masculino | Flemming Delfs Dinamarca                | Morten Frost Dinamarca                    | Svend Pri Dinamarca Ray Stevens Inglaterra                                       |
| Dobles masculino     | Claes Nordin · Stefan Karlsson · Suecia | Bengt Fröman · Thomas Kihlström · Suecia  | Flemming Delfs Steen Skovgaard Dinamarca Michael Tredgett Ray Stevens Inglaterra |
| Individual femenino  | Liselotte Blumer · Suiza                | Anette Börjesson · Suecia                 | Jane Webster · Inglaterra Lena Axelsson · Suecia                                 |
| Dobles femenino      | Jane Webster Nora Perry Inglaterra      | Kirsten Larsen Pia Nielsen Dinamarca      | Anne Skovgaard Dorte Kjær Dinamarca Ala Prodan Nedezhda Litvincheva URSS         |
| Dobles mixto         | Michael Tredgett Nora Perry Inglaterra  | Lars Wengberg · Anette Börjesson · Suecia | Billy Gilliland Christine Heatly Escocia Derek Talbot Karen Chapman Inglaterra   |

## Medallero
| Núm. | País       | Oro | Plata | Bronce | Total |
| ---- | ---------- | --- | ----- | ------ | ----- |
| 1    | Inglaterra | 2   | 0     | 4      | 6     |
| 2    | Suecia     | 1   | 3     | 1      | 5     |
| 3    | Dinamarca  | 1   | 2     | 3      | 6     |
| 4    | Suiza      | 1   | 0     | 0      | 1     |
| 5    | Escocia    | 0   | 0     | 1      | 1     |
| 5    | URSS       | 0   | 0     | 1      | 1     |
|      | TOTAL      | 5   | 5     | 10     | 20    |